# La Guerre de l'ombre
Cet article possède des paronymes, voir La Guerre de l'ombre, la vraie puissance des services secrets et La Guerre de l'ombre des Français en Afghanistan.
La Guerre de l'ombre, ou Le Dénonciateur au Québec (titre original : Fifty Dead Men Walking) est un thriller sorti en 2008 et réalisé par Kari Skogland. Ce film est inspiré de l'œuvre autobiographique de Martin McGartland du même nom.
L'action se déroule de 1987 à 1991.

## Synopsis
Dans les années 80, Martin McGartland est un jeune homme de 22 ans originaire d'Irlande du Nord. L'Armée républicaine irlandaise tente alors de le recruter mais dans le même temps la police britannique lui propose d'infiltrer l'organisation. Intéressé par les avantages financiers que lui procure cette position, Martin accepte finalement l'offre en dépit du danger que lui et sa famille encourent. 

## Fiche technique
- Titres français : La Guerre de l'ombre ( France) et Le Dénonciateur ( Québec)
- Titre original : Fifty Dead Men Walking
- Réalisation : Kari Skogland
- Scénario : Kari Skogland d'après le roman de Martin McGartland, Nicholas Davies
- Production : Kari Skogland, Stephen Hegyes, Peter La Terriere et Shawn Williamson
- Durée : 117 minutes

## Distribution

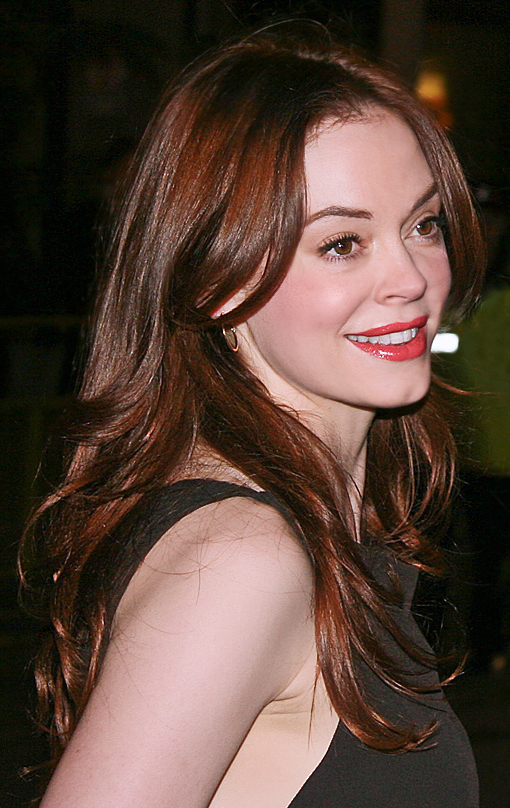
L'actrice Rose McGowan à la première du film au Festival International du film de Toronto 2008.

- Jim Sturgess (V.Q. : Philippe Martin) : Martin McGartland
- Ben Kingsley (V.F. : Vincent Violette ; V.Q. : Vincent Davy) : Fergus, le référent britannique
- Kevin Zegers (V.Q. : Hugolin Chevrette) : Sean, le meilleur ami de Martin
- Nathalie Press (V.Q. : Geneviève Déry) : Lara, la femme de Martin
- Rose McGowan (V.Q. : Camille Cyr-Desmarais) : Grace Sterrin
- Gerard Jordan : Kieran
- Michael McElhatton (V.F. : Jérôme Keen ; V.Q. : Pierre Auger) : Robbie
- William Houston (V.Q. : Sylvain Hétu) : Ray
- Tom Collins (V.Q. : Daniel Picard) : Mickey
- David Pearse : Donovan
- Conor MacNeill (V.F. : Rémi Caillebot ; V.Q. : Nicholas Savard L'Herbier) : Frankie
- Frankie McCafferty (V.Q. : François Godin) : Paddy

## Récompense
- 2008 : Citytv Western Canada au Festival international du film de Vancouver